# Sudeste Mato-Grossense
Sudeste Mato-Grossense is een van de vijf mesoregio's van de Braziliaanse deelstaat Mato Grosso. Zij grenst aan de deelstaten Goiás in het oosten en Mato Grosso do Sul in het zuiden en de mesoregio's Centro-Sul Mato-Grossense in het westen, Norte Mato-Grossense in het noordwesten en Nordeste Mato-Grossense in het noorden. De oostgrens van de mesoregio wordt gevormd door de Araguaia. De mesoregio heeft een oppervlakte van ca. 71.887 km². Midden 2004 werd het inwoneraantal geschat op 395.240.
Vier microregio's behoren tot deze mesoregio:
- Alto Araguaia
- Primavera do Leste
- Rondonópolis
- Tesouro

Mesoregio's: Centro-Sul Mato-Grossense · Nordeste Mato-Grossense · Norte Mato-Grossense · Sudeste Mato-Grossense · Sudoeste Mato-Grossense

Microregio's: Alta Floresta · Alto Araguaia · Alto Guaporé · Alto Pantanal · Alto Paraguai · Alto Teles Pires · Arinos · Aripuanã · Canarana · Colíder · Cuiabá · Jauru · Médio Araguaia · Norte Araguaia · Paranatinga · Parecis · Primavera do Leste · Rondonópolis · Rosário Oeste · Sinop · Tangará da Serra · Tesouro